# Fungiacyathus fragilis
Fungiacyathus fragilis är en korallart som beskrevs av Sars 1872. Fungiacyathus fragilis ingår i släktet Fungiacyathus och familjen Fungiacyathidae. Inga underarter finns listade i Catalogue of Life.